# Schloss Klingenstein

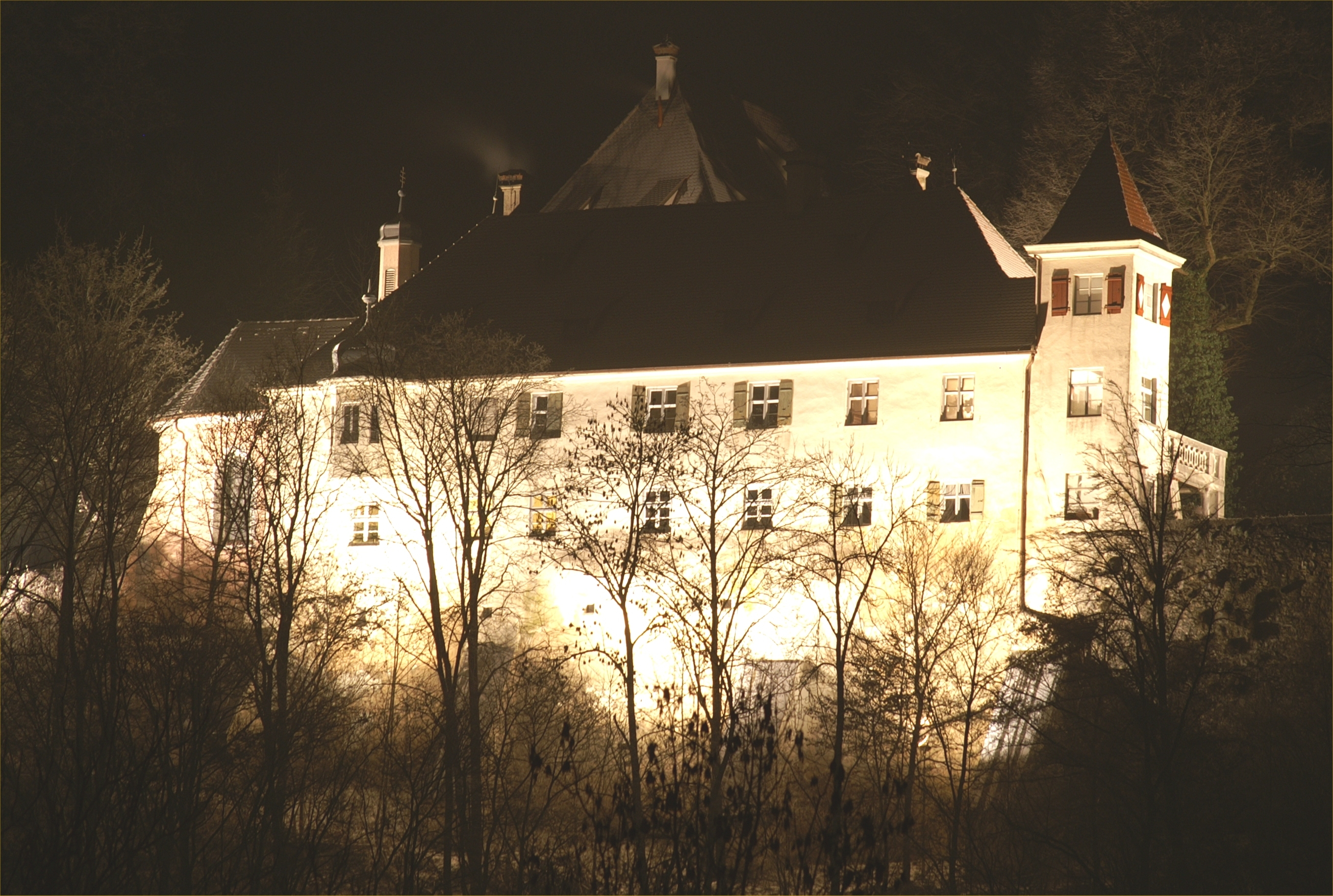
Schloss Klingenstein

Das Schloss Klingenstein steht in Höhe von 553 Metern über NN im Blautal auf einem Bergsporn in Klingenstein, einem Stadtteil von Blaustein im Alb-Donau-Kreis in Baden-Württemberg.

## Geschichte

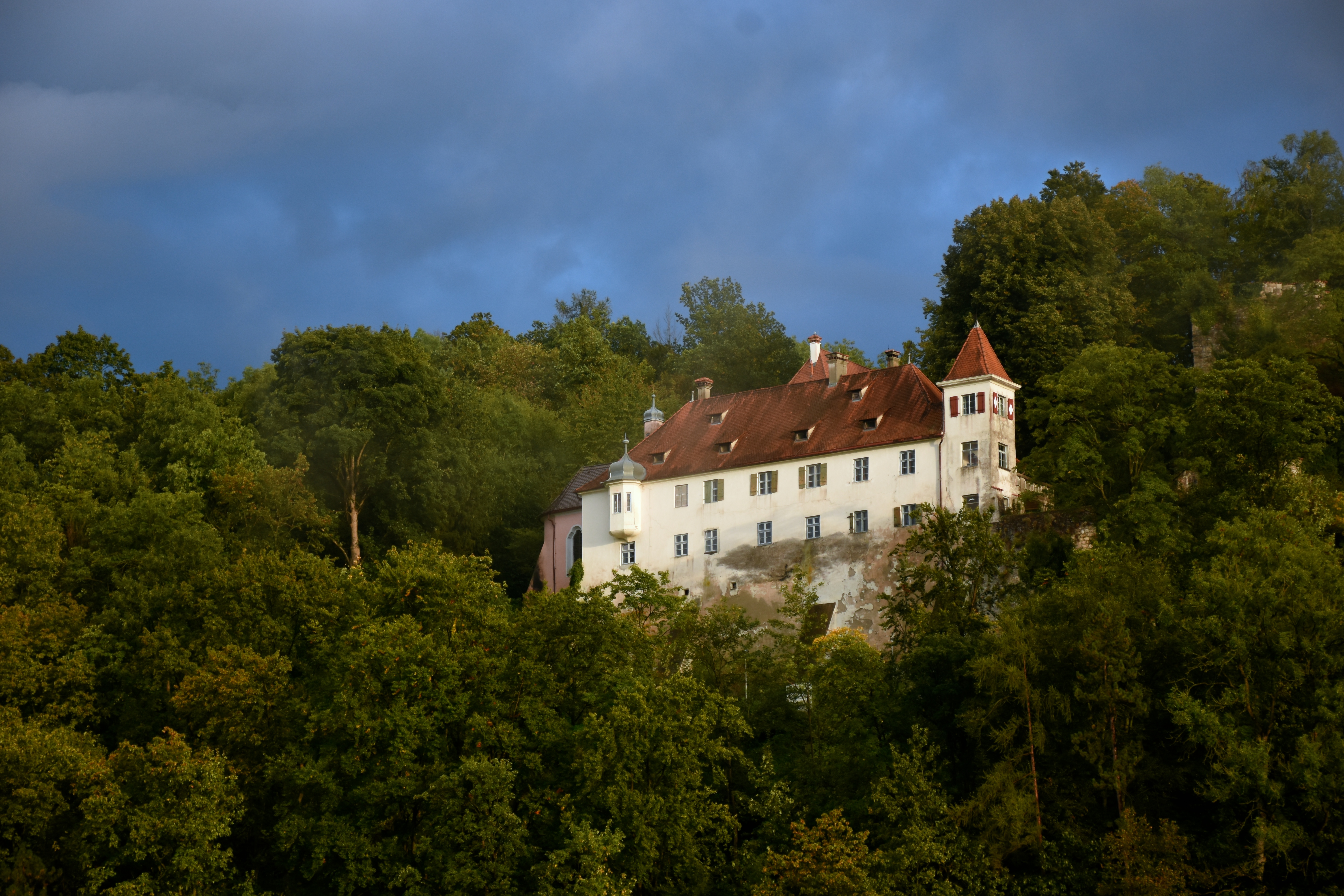
Das Schloss vom Blautal

Schloss Klingenstein wurde 1756 auf den Fundamenten und den alten Kellergewölben der Nordburg der Burg Klingenstein von Freiherr Franz Maria Anton von Bernhausen erbaut. Nach der Erweiterung von Schloss Oberherrlingen hatten die Herren von Bernhausen 1588 ihren Hauptsitz dorthin verlegt. Schloss Klingenstein wechselte mehrmals die Besitzer. Unter anderem kam es 1803 zu Bayern. 
1860 kaufte der Ulmer Apotheker Gustav Ernst Leube das zum Abbruch bestimmte Schlösschen von der Gemeinde Klingenstein. Leube ist auch als Begründer der deutschen Zement-Industrie bekannt. Das Schloss wurde zum Sommeraufenthalt der Familie Leube-Schall.

## Heutiger Zustand

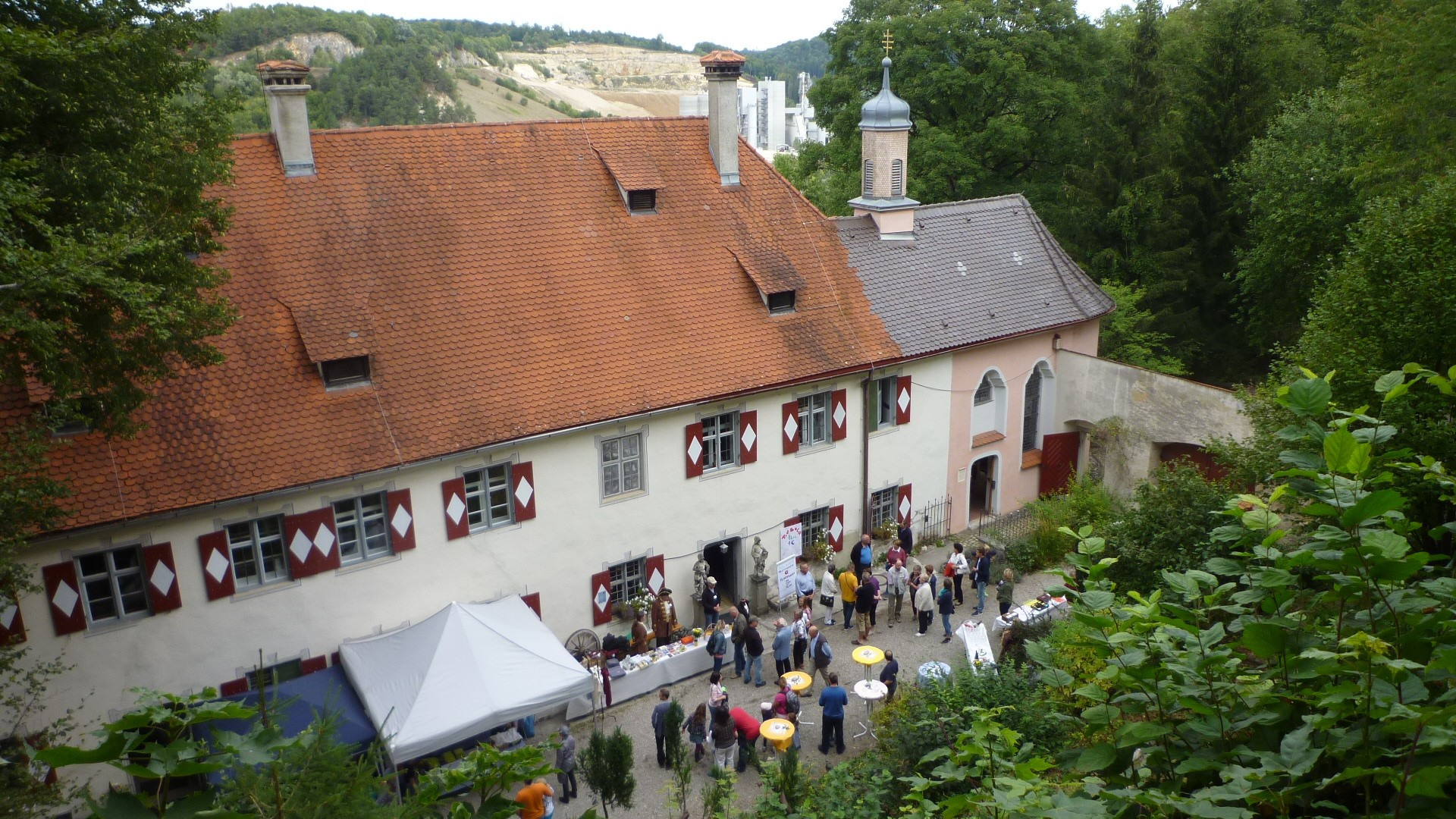
Der Schlosshof

Schloss Klingenstein besteht heute aus dem bewohnten Schloss mit der Schlosskapelle zur Heiligen Dreifaltigkeit und dem Schlosshof. Südlich davon befindet sich das Forstwarthaus im ehemaligen Halsgraben. Ein westlicher Querbau wurde 1860 abgerissen. Südlich und westlich von Schloss Klingenstein befinden sich die Reste der ehemaligen Burg Klingenstein. Der Schlosshof und die Burgreste können besichtigt werden.
Im Inneren zeigen Reste der Stuckverzierungen an den Decken, die Treppe sowie das Innere der Schlosskapelle deutlich den Stil des Rokoko. Das Altarbild in der Kapelle stammt von Johann Baptist Enderle aus Söflingen. 
Die Leube-Stiftung, eine Stiftung des bürgerlichen Rechts, kümmert sich seit 1974 um die Erhaltung von Schloss Klingenstein mit allen dazugehörenden Anlagen und Einrichtungen. 1983 wurde der Verein „Freunde von Schloss Klingenstein“ gegründet. Im Jahr 2015 wurden der Leube-Stiftung von Seiten der Deutschen Stiftung Denkmalschutz Fördermittel in Höhe von 25.000 Euro für die Sanierung und Sicherung der Burgruine bewilligt.